# Астрономическая обсерватория Мерате
Астрономическая обсерватория Мерате — астрономическая обсерватория в городе Мерате, на севере Италии. Является филиалом Брерской обсерватории (Милан). Была основана в 1923 году по инициативе сотрудников Брерской обсерватории, где к 20-м годам прошлого столетия значительно возросла городская засветка. В 1926 году в обсерватории установлен однометровый рефлектор Цейс на английской экваториальной монтировке. Телескоп был предоставлен Германией в качестве репарации после Первой мировой войны. Первый свет был получен 20 сентября 1926 года. У телескопа имеется две оптические системы: Ньютона (для фотографических работ) и Кассегрена (для спектральных измерений). До 1946 года это был крупнейший инструмент в Италии. С 1946 года вместе с Брерской обсерваторией входит в состав Итальянского Национального Института Астрофизики (INAF). В 1968 году был установлен второй инструмент: 138-см рефлектор Ruths — это был первый в мире телескоп с алюминиевым зеркалом. Основные тематики работы однометрового Цейса в XX веке: спектроскопия, фотометрия переменных звезд, поляриметрия астероидов. В 90-х годах прошлого века однометровый Цейс использовался для визуальных наблюдений во время экскурсий учащихся местных школ. С осени 2003 года обсерватория проводит долгосрочную программу наблюдения на метровом Цейсе тесных визуальных кратных звезд с помощью спекл-интерферометрии. Так же на базе обсерватории разрабатываются и создаются новые оптические приборы, в том числе и для рентгеновских внеатмосферных наблюдений, проводится их обслуживание. В обсерватории имеются из приборов: спектрограф, фотометр, поляриметр и спекл-камера PISCO.

## Современные направления работы обсерватории
- Галактики, скопления галактик и космология
- Активные ядра галактик
- Малые тела Солнечной системы
- Астрономия высоких энергий (рентген)
- Гамма-всплески
- Звезды
- Оптические мастерские
- Создание приемной аппаратуры

## Инструменты обсерватории
- Рефлектор Ruths (D = 138 см, F = , 1968 год)
- Рефлектор Цейс (D = 102 см, F = 5м/16.25 м, 1926 год)

- Рефрактор-гид Цейса (D = 20 см, F = 3 м)
- Рефрактор-искатель Цейса (D = 12 см, F = 0.96 м)